# Picketts Valley
Picketts Valley är en del av en befolkad plats i Australien. Den ligger i kommunen Gosford Shire och delstaten New South Wales, i den sydöstra delen av landet, omkring 49 kilometer norr om delstatshuvudstaden Sydney. Antalet invånare är 529.
Närmaste större samhälle är Umina, omkring 12 kilometer sydväst om Picketts Valley. Genomsnittlig årsnederbörd är 1 380 millimeter. Den regnigaste månaden är februari, med i genomsnitt 200 mm nederbörd, och den torraste är juli, med 36 mm nederbörd.